# Нигри, Джессика
Джессика Нигри (англ. Jessica Nigri, род. 5 августа 1989, Рино, США) — американская косплей-модель.

## Биография
Джессика Нигри родилась в Рино, Невада, выросла в Новой Зеландии, откуда родом её мать Потом переехала в Аризону. Джессика занимается косплеем с 2009 года, когда видео с её костюмом «Сексуального Пикачу» на San Diego Comic-Con International стало вирусным в интернете. Также Джессика является актрисой, музыкантом и художницей. Но косплеи все же являются основной её работой и увлечением.

## Появления на конвентах и эвентах
| Конвент или Эвент                  | год  | Косплей персонажа                                       |
| ---------------------------------- | ---- | ------------------------------------------------------- |
| San Diego Comic-Con                | 2009 | Пикачу (Покемон), Рикку (Final Fantasy X-2)             |
| San Diego Comic-Con                | 2010 | Морриган Энслэнд (Darkstalkers)                         |
| San Diego Comic-Con                | 2011 | Аня Строуд (Gears of War)                               |
| Penny Arcade Expo                  | 2012 | Джульетт Старлинг (Lollipop Chainsaw)                   |
| Electronic Entertainment Expo (E3) | 2012 | Джульетт Старлинг (Lollipop Chainsaw)                   |
| Anime Expo                         | 2012 | Рена (Elsword)                                          |
| San Diego Comic-Con                | 2012 | Харли Квинн (Injustice: Gods Among Us)                  |
| Anime Revolution                   | 2012 | Радуга Дэш (Дружба — это чудо)                          |
| Comikaze Expo                      | 2012 | Женский вариант Джокера (DC Universe)                   |
| WonderCon                          | 2013 | Безумная Мокси (Borderlands 2), Лили (Tekken)           |
| Phoenix Comicon                    | 2013 | Нейтан Дрейк (Uncharted)                                |
| Electronic Entertainment Expo (E3) | 2013 | Капитан Эдвард Кенуэй (Assassin's Creed IV: Black Flag) |
| AVCon                              | 2013 | Капитан Эдвард Кенуэй (Assassin's Creed IV: Black Flag) |
| Anime Expo                         | 2013 | Зиггс (League of Legends)                               |
| Gamescom                           | 2013 | Капитан Эдвард Кенуэй (Assassin's Creed IV: Black Flag) |